# Hafen Savannah
Der Hafen von Savannah ist einer der wichtigsten Seehäfen an der US-amerikanischen Atlantikküste. Der Hafen in Savannah, Georgia besitzt zwei Tiefwasserterminals, den Garden City Terminal und den Ocean Terminal. Der Ocean Terminal ist unter anderem für den Umschlag von forstwirtschaftlichen Produkten, Automobilen und Stahl vorgesehen, der Garden City Terminal zählt mit einer Fläche von etwa 486 Hektar zu den wichtigsten und größten Containerterminals in den Vereinigten Staaten. Im August 2017 wurden 348.297 Twenty-foot Equivalent Units über den Hafen von Savannah abgewickelt.